# Patiala (ciutat)

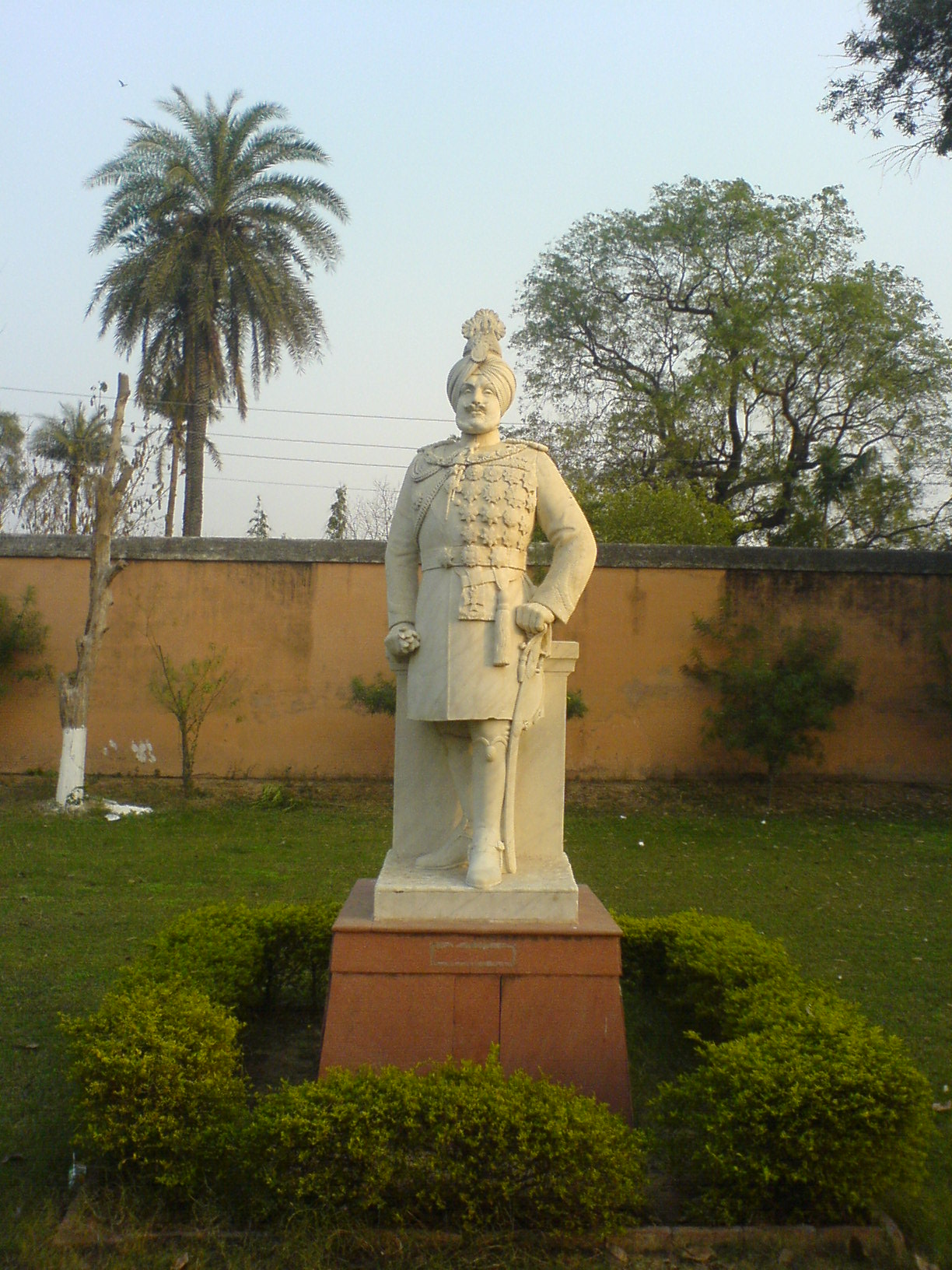
Estàtua del Maharaja Bhupinder Singh de Patiala

Patiala (panjabi: ਪਟਿਆਲਾ) és una ciutat i municipalitat del Panjab (Índia) capital del districte de Patiala i antiga capital del principat de Patiala. Està situada a 30° 20′ N, 76° 24′ E / 30.33°N,76.4°E. Consta al cens del 2001 amb una població de 302.870 habitants (1881: 53.629 habitants 1901: 53.545 habitants).

## Història
A la meitat del segle xviii, el sikh Baba Ala Singh, a diferència d'altres contemporanis, va exhibir una gran visió al fer front a l'Imperi Mogol, afganesos i marathes. El 1761 va combatre els marathes a la tercera batalla de Panipat i va ser aliat dels afganesos rebent el títol de raja d'Ahmad Shah Durrani. El 1763, després del repartiment de la província de Sirhind, va fundar el fort de Kila Mubarak al petit poble de Patiala, entorn del qual va créixer la ciutat en gran part amb emigrants de Sirhind.

## Edificis
- Mohindar College
- Rajindar Victoria Diamond Jubilee Library

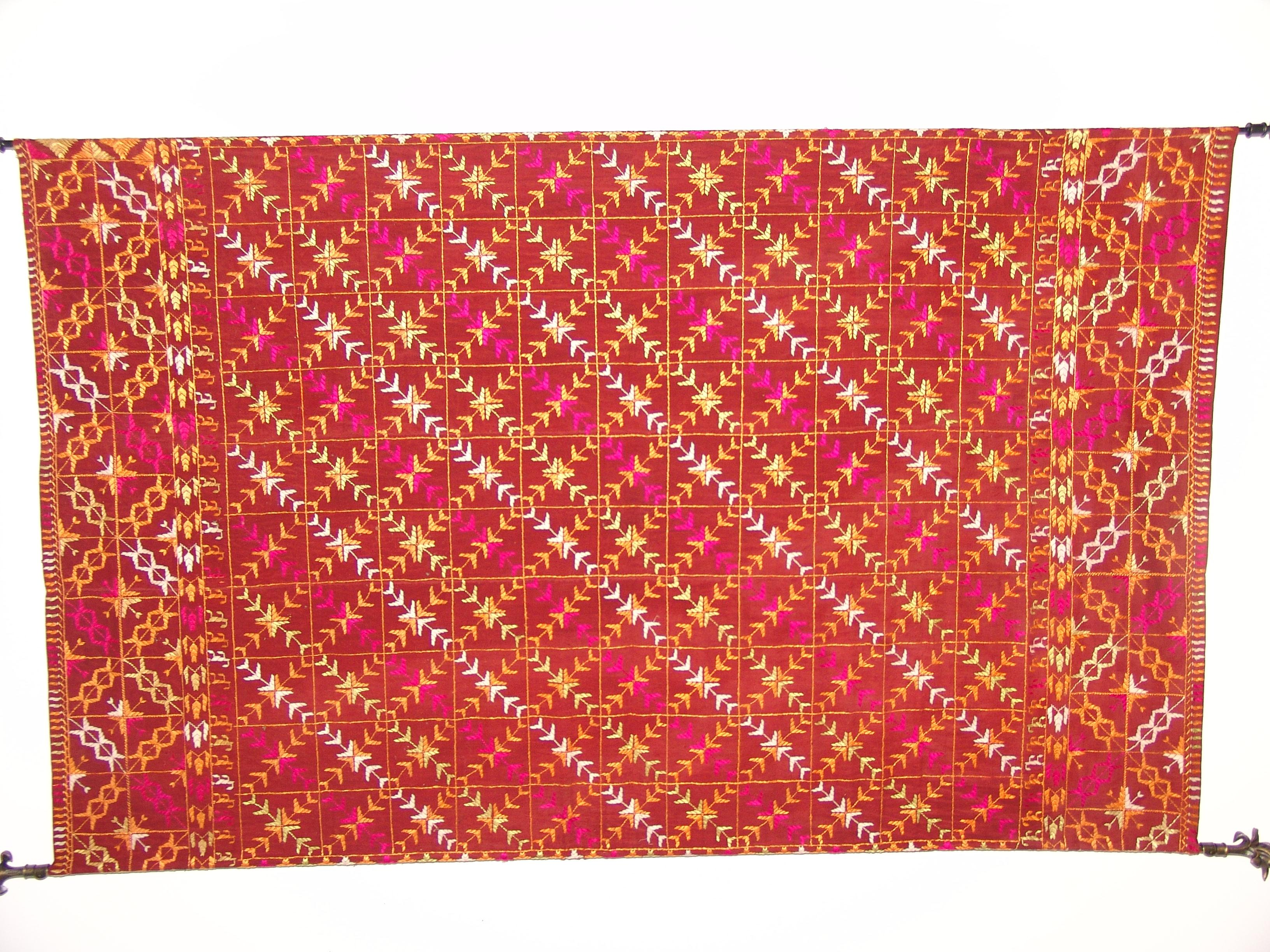
Phulkari de Patiala

- Rajindar Hospital,
- Palau reial
- Moti Bagh (Jardí de la Perla)
- Victoria Memorial Poorhouse

## Portes de la muralla de Patiala
- Darshani (entrada principal a la fortalesa)
- Lahouri
- Nabha
- Samana
- Sirhindi
- Sheranwala
- Safabadi
- Sunami
- Top Khana

## Personatges
- Comandant Rakesh Sharma, primer astronauta indi
- Shaheed-i-Azam Sardar Udham Singh, gran revolucionari socialista
- Capità Amarinder Singh, 29è primer ministre del Panjab.